# Учелино (Ферара)
Учелино је насеље у Италији у округу Ферара, региону Емилија-Ромања.
Према процени из 2011. у насељу је живело 287 становника. Насеље се налази на надморској висини од 12 м.